# ظرفیت گرمایی

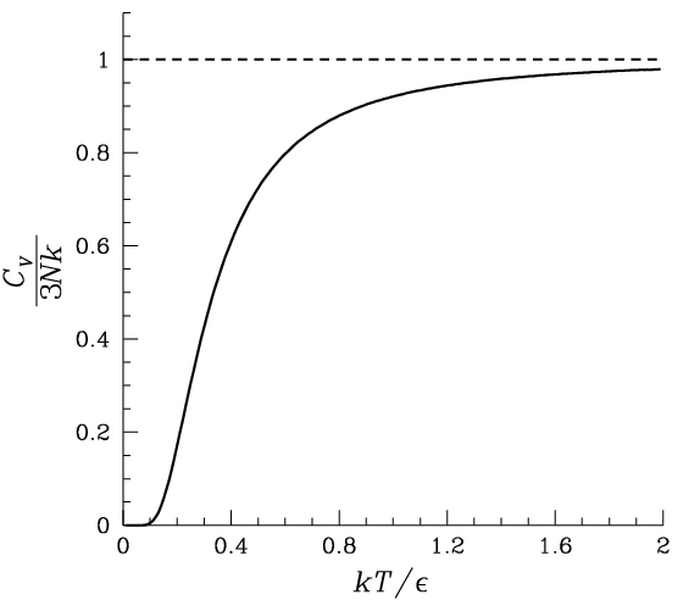
نمودار

ظرفیت گرمایی یک کمیت فیزیکی برای یک ماده است، و آن مقدار گرمائی است که اگر به مقدار معینی از آن ماده داده شود دمای آن یک واحد افزایش خواهد یافت. یکای SI برای ظرفیت حرارتی ژول بر کلوین (J / K) است.
ظرفیت گرما یک خاصیت مقداری (گسترده) است. تمرکز این خاصیت در یک مورد مربوط، ظرفیت گرمایی ویژه آن مورد است. تقسیم ظرفیت گرما بر مقدار ماده موجود در یکای مول، ظرفیت حرارتی مولی آن را به دست می‌دهد. ظرفیت گرمای حجمی ظرفیت گرما در هر حجم را اندازه‌گیری می‌کند. از ظرفیت گرما اغلب به عنوان ذخیره حرارتی در معماری و مهندسی عمران برای اشاره به ظرفیت گرمایی یک ساختمان استفاده می‌شود
ظرفیت گرمایی یا یک سامانه با C نشان داده می‌شود که عبارت است از نسبت گرمای مبادله شده با سیستم به تغییر دمای ناشی از مبادله گرما.
مفهوم ظرفیت گرمایی فقط در مواردی به کارمی‌رود که مبادله گرما با سیستم تنها باعث تغییر دمای سیستم شود و در مواردی که تغییرفاز ایجاد می‌شود، به کار نمی‌رود. ظرفیت گرمایی به جنس و جرم یک ماده وابسته است.

## ظرفیت گرمایی ویژه
ظرفیت گرمایی ویژه مقدار گرمایی است که با واحد جرم کنترلی سیستم مبادله می‌شود تا دمای آن ۱ درجه سانتیگراد تغییر یابد.
ظرفیت گرمایی ویژه یک ماده مقدار انرژی است که یک گرم از آن ماده دریافت می‌کند تا درجه حرارت آن ماده یک درجه سانتی‌گراد افزایش یابد.
فرمول آن برابر است با:
{\displaystyle Q=mc\Delta T} :Q2-Q1
که در آن:
Q برابر با انرژی مبادله شده
m برابر با جرم
c ظرفیت گرمایی ویژه جسم
ΔT برابر با اختلاف دما است.

## واحدها
- جرم:گرم یا کیلوگرم در واحدهای SI
- انرژی:واحد اصلی آن ژول است اما از واحد کالری نیز استفاده می‌شود.
- دما:از کلوین یا سانتی‌گراد استفاده می‌شود (چون هر دو یکا در یک رنج هستند در اختلاف دما تفاوتی مشاهده نمی‌شود)
- ظرفیت گرمایی ویژه:ژول بر گرم. کلوین(J g−۱ K−۱)[۳]

## ظرفیت گرمایی ویژه چند ماده[۳]
| ماده                                   | فاز  | cp J g−۱ K−۱ | Cp J mol−۱ K−۱ | Cv J mol−۱ K−۱ | ظرفیت گرمایی حجمی J cm−۳ K−۱ |
| -------------------------------------- | ---- | ------------ | -------------- | -------------- | ---------------------------- |
| هوا (فشاردریا، خشک، ۰ درجه سانتی گراد) | گاز  | ۱٫۰۰۳۵       | ۲۹٫۰۷          |                |                              |
| هوا درون اتاق                          | گاز  | ۱٫۰۱۲        | ۲۹٫۱۹          |                |                              |
| آلومینیوم                              | جامد | ۰٫۸۹۷        | ۲۴٫۲           |                | ۲٫۴۲                         |
| آمونیاک                                | مایع | ۴٫۷۰۰        | ۸۰٫۰۸          |                |                              |
| آنتیموان                               | جامد | ۰٫۲۰۷        | ۲۵٫۲           |                |                              |
| آرگون                                  | گاز  | ۰٫۵۲۰۳       | ۲۰٫۷۸۶۲        | ۱۲٫۴۷۱۷        |                              |
| آرسنیک                                 | جامد | ۰٫۳۲۸        | ۲۴٫۶           |                |                              |
| بریلیوم                                | جامد | ۱٫۸۲         | ۱۶٫۴           |                |                              |
| مس                                     | جامد | ۰٫۳۸۵        | ۲۴٫۴۷          |                |                              |
| الماس                                  | جامد | ۰٫۵۰۹۱       | ۶٫۱۱۵          |                |                              |
| اتانول                                 | مایع | ۲٫۴۴         | ۱۱۲            |                |                              |
| بنزین                                  | مایع | ۲٫۲۲         | ۲۲۸            |                |                              |
| طلا                                    | جامد | ۰٫۱۲۹۱       | ۲۵٫۴۲          |                |                              |
| گرافیت                                 | جامد | ۰٫۷۱۰        | ۸٫۵۳           |                |                              |
| هلیوم                                  | گاز  | ۵٫۱۹۳۲       | ۲۰٫۷۸۶۲        | ۱۲٫۴۷۱۷        |                              |
| هیدروژن                                | گاز  | ۱۴٫۳۰        | ۲۸٫۸۲          |                |                              |
| آهن                                    | جامد | ۰٫۴۵۰        | ۲۵٫۱           |                | ۳٫۵۴                         |
| سرب                                    | جامد | ۰٫۱۲۷        | ۲۶٫۴           |                |                              |
| لیتیوم                                 | جامد | ۳٫۵۸         | ۲۴٫۸           |                |                              |
| منیزیوم                                | جامد | ۱٫۰۲         | ۲۴٫۹           |                |                              |
| جیوه                                   | مایع | ۰٫۱۳۹۵       | ۲۷٫۹۸          |                |                              |
| نیتروژن                                | گاز  | ۱٫۰۴۰        | ۲۹٫۱۲          | ۲۰٫۸           |                              |
| نئون                                   | گاز  | ۱٫۰۳۰۱       | ۲۰٫۷۸۶۲        | ۱۲٫۴۷۱۷        |                              |
| اکسیژن                                 | گاز  | ۰٫۹۱۸        | ۲۹٫۳۸          |                |                              |
| پارافین                                | جامد | ۲٫۵          | ۹۰۰            |                |                              |
| سلیسیوم                                | جامد | ۰٫۷۰۳        | ۴۲٫۲           |                |                              |
| اورانیوم                               | جامد | ۰٫۱۱۶        | ۲۷٫۷           |                |                              |
| آب در ۱۰۰ °C (بخار)                    | گاز  | ۲٫۰۸۰        | ۳۷٫۴۷          | ۲۸٫۰۳          |                              |
| آب در ۲۵ °C                            | مایع | ۴٫۱۸۱۳       | ۷۵٫۳۲۷         | ۷۴٫۵۳          | ۴٫۱۷۹۶                       |
| آب در ۱۰۰ °C                           | مایع | ۴٫۱۸۱۳       | ۷۵٫۳۲۷         | ۷۴٫۵۳          | ۴٫۲۱۶۰                       |
| آب در −۱۰ °C (یخ)                      | جامد | ۲٫۰۵         | ۳۸٫۰۹          |                | ۱٫۹۳۸                        |
| روی                                    | جامد | ۰٫۳۸۷        | ۲۵٫۲           |                | ۲٫۷۶                         |
| ماده                                   | فاز  | Cp J/(g·K)   | Cp,m J/(mol·K) | Cv,m J/(mol·K) | ظرفیت گرمایی حجمی J/(cm3·K)  |

## ظرفیت گرمایی ویژهٔ آب
ظرفیت گرمایی ویژهٔ آب، بسیار بیشتر از دیگر مواد است.
بالا بودن این ظرفیت گرمایی ویژهٔ آب = آب به گرمای بسیار زیادی نیاز دارد تا دمای آن بالا رود.
فواید این خاصیت آب:
1. دمای زمین در شبانه‌روز تغییر زیادی نمی‌کند؛ زیرا زمین آب فراوانی دارد و بیشتر انرژی خورشید صرف تبخیر آب و به‌راه انداختن چرخهٔ آب صرف می‌شود.
2. در رآکتور هسته‌ای، از آب برای انتقال گرما استفاده می‌کنند؛ و …
  1. ظرفیت گرمایی ویژه آب ۴۱۸۷ ژول بر کیلوگرم سانتیگراد می‌باشد

## عوامل مؤثر بر ظرفیت گرمایی
1. درجات آزادی
2. حالت فیزیکی
3. جرم مولی
4. نیروهای بین مولکولی
5. شبکه کریستالی
6. شکل هندسی مولکول
7. دما